# Szeua

Położenie Szewy w Cesarstwie Etiopskim.

Stare prowincje Etiopii.

Szeua lub Szewa – historyczny region w środkowej Etiopii. Na jego obszarze znajduje się współczesna stolica Etiopii – Addis Abeba. 
Od połowy X wieku do końca XIV w. królestwo historyczne w środkowej Etiopii. Jego granice wyznaczały:
- rzeka Nil Błękitny na północnym zachodzie
- rzeka Omo na południowym zachodzie
- Wielkie Rowy Afrykańskie, wzdłuż rzeki Awash na wschodzie i południowym wschodzie.

## Historia
W 1528 roku najechane i zdobyte przez najeźdźców muzułmańskich z Królestwa Adal na wschodzie, a jego starożytne miasta zostały zniszczone. Przez ponad 100 lat region Szewa był okupywany przez lud Oromo z południa, który zajął próżnię zostawioną w regionie. W 1856 roku region został wcielony do Cesarstwa Etiopskiego przez Teodora II. Region był jedną z prowincji Etiopii, aż do 1991 roku, kiedy nastąpił nowy podział na 9 regionów administracyjnych. 